# いけちゃんとぼく
『いけちゃんとぼく』は西原理恵子による絵本作品と同名実写映画である。
文芸雑誌『野性時代』誌上にて「ぼくの わたしの まえのこと。」の題名で連載された。連載期間中の扱いは漫画だった。
2009年6月20日には実写映画が公開された。

## 概要
連載中は漫画として扱われていたが、2006年9月1日に角川書店より絵本として出版された。絵本としての装丁以外には絵柄や内容は他の西原作品（漫画）との明確な違いはないが、連載時に母親の不倫を描いた回は絵本では未掲載となっている。漫画家である西原理恵子にとって、本作品は初めての絵本作品となる。
不思議な生き物「いけちゃん」誕生のいきさつは、作者の息子の落書きが元である。「いけちゃん」は、作者の息子のIC (imaginary companion, 想像上の友人)を元に作られたキャラクターであるとの見解もある。フジテレビ系列「ザ・ベストハウス123」で雑誌『ダ・ヴィンチ』の編集長に紹介され、絶対泣ける本第1位に選ばれた。
初出
「ぼくの わたしの まえのこと。」『野性時代』No.5-8,12-20,27-30、角川書店

## あらすじ
ふしぎな生き物「いけちゃん」とぼくは、ぼくが物心ついたときから一緒にいる。ぼくにはいけちゃんの正体は分からないが、いつもなんとなく傍にいてぼくのことを見守ってくれる。いけちゃんはうれしいことがあると数が増え、困ると小さくなり、ぼくが女の子と仲良くすると真っ赤になって怒り出す。ぼくはそんないけちゃんが大好きだった。18歳になり初めての恋をしてから、ついにいけちゃんの姿が見えなくなってしまった。

## 実写映画
2009年6月20日に大岡俊彦監督による実写映画が全国公開。配給は角川映画。オールロケで、西原理恵子の故郷でもある高知県で撮影が行われた。
実写作品であるが、いけちゃんだけはフルCGで描かれており声を蒼井優が担当した。

### キャスト
ヨシオ（ぼく）：深澤嵐
哲学的な思考で精神的には誰よりも大人だが、暗い場所や幽霊を怖がるなど子供らしさもある。感受性が高く、他人が見えないものが見える。地元の生まれだがポリシーで標準語を話す。9歳。
美津子：ともさかりえ
ヨシオの母。パートで働きながら家計を支える。しっかり者だがか弱い一面もある。35歳。
茂幸：萩原聖人
ヨシオの父。気は弱いが威勢だけはいいヘタレ。愛人がいる。35歳。
清じい：モト冬樹
牛乳屋で実は空手の達人。ヨシオに空手を教える。65歳。
みさこ：蓮佛美沙子
隣に住むヨシオの初恋のお姉さん。絵に描いたような清純な少女だったが、彼氏の影響により金髪のギャルへと変貌する。17歳。
ミサエ：蓮佛美沙子（二役）
大学生になったヨシオが出会った同級生。みさこに瓜二つ。18歳。
哲：柄本時生
みさこの彼氏で金髪のヤンキー。ある夜、みさこと駆け落ちする。23歳。
友人：江口のりこ
母のパートの同僚。
たけし：上村響
いじめっ子その1。図体がでかく、櫂を武器にヨシオを殴る。
ヤス：村中龍人
いじめっ子その2。抜群のコントロールで石をヨシオにぶつけてくる。
トモ：中村凛太郎
友人その1。逃げ足が速い。
マツ：白川裕大
友人その2。やはり逃げ足が速い。
きょうちゃん：窪田傑之
ヨシオの同級生で、まずいうどん屋の息子。ヨシオと友達になりたくて何でも言うことを聞く。
みき：宮本愛子
ヨシオの同級生で、みさこの妹。いじめられているヨシオを気にかけているが、恋愛感情はない。
親戚のおばさん1：山田スミ子

親戚のおばさん2：西原理恵子

親戚のおばさん3：たくませいこ

学校の先生：ちすん

老人のヨシオ：峯のぼる
晩年のヨシオ。人々から愛され、最期の数年は池子と幸せな日々を過ごす。
大学生のヨシオ：池松壮亮
親元を離れ一人暮らしを始める。いけちゃんはもう目に見えないが、存在はなんとなく感じる。18歳。
あずき洗い：岡村隆史
ヨシオが山で出会った妖怪。岡村は妖怪大戦争でも小豆洗いを演じたが、本作とは肌や服の色、指の本数などが異なる。
池子：吉行和子
ヨシオが晩年に出会った最後の恋人。60歳。
いけちゃん：蒼井優（声の出演）
ヨシオにしか見えない謎の生物。神出鬼没で大きさも形も体色も変幻自在。ヨシオの事を優しく見守るが、ヨシオが内心気にしている事をはっきりと言うことも多い。困ると体が豆粒サイズになり、怒ると岩のように硬く真っ赤になる。女性である。

### スタッフ
- 原作：西原理恵子
- 監督・脚本：大岡俊彦
- 撮影：藤石修
- 編集：上野聡一
- 照明：磯野雅弘
- 美術：新田隆之
- 録音：松本昌和
- 音楽：川嶋可能
- 主題歌：渡辺美里「あしたの空」（エピックレコードジャパン）
- 音楽プロデュース：緑川徹
- 音響効果：齋藤昌利
- 音楽編集：浅梨なおこ
- 視覚効果プロデューサー：杉木信章
- 視覚効果スーパーバイザー：豊直康
- VFX・CG：日本映像クリエイティブ、日本エフェクトセンター、シネボーイ、マリンポスト、テトラ、キュー・テック
- 特殊メイク：松井祐一、三好史洋、佐伯佳世
- スタントコーディネーター：辻井啓伺、舟山弘一
- スタント：帯金伸行、関田安明
- スタジオ：角川大映撮影所、東映東京撮影所
- 現像：IMAGICA
- 製作者：井上泰一
- 企画：土川勉
- エクゼクティブプロデューサー：井上文雄
- プロデュース：杉崎隆行
- 製作プロダクション：角川映画
- 製作：「いけちゃんとぼく」製作委員会（角川映画、角川書店、バンダイビジュアル、NTTドコモ）